# تسلینی (باشقیرستان)
تسلینی (به لاتین: Tselinny) یک منطقهٔ مسکونی در روسیه است که در باشقیرستان واقع شده‌است.